# تشارلز غلاس
تشارلز غلاس (بالإنجليزية: Charles Glass)‏ هو صحفي أمريكي، ولد في 1951.

## وصلات خارجية
- الموقع الرسمي
- تشارلز غلاس على موقع IMDb (الإنجليزية)
- تشارلز غلاس على موقع قاعدة بيانات الفيلم (الإنجليزية)